# Classe Vela
Pour les articles homonymes, voir Vela.
La classe Vela est une classe de sous-marins de la marine indienne, variante des sous-marins soviétiques de classe Foxtrot. Le dernier navire de la classe a été désarmé par la marine indienne en décembre 2010.
L’INS Vagli devrait être préservé en tant que navire musée au Tamil Nadu, bien que le processus ait été en proie à des problèmes et soit actuellement en attente.

## Navires de la classe
| Nom          | Pennant number | Constructeur | Commissionné     | Désarmé         | Statut                                |
| ------------ | -------------- | ------------ | ---------------- | --------------- | ------------------------------------- |
| INS Vela     | S40            | Sudomekh     | 31 août 1973     | 25 juin 2010    |                                       |
| INS Vagir    | S41            | Sudomekh     | 3 novembre 1973  | 7 juin 2001     |                                       |
| INS Vagli    | S42            | Sudomekh     | 10 août 1974     | 9 décembre 2010 | Doit être conservé comme navire musée |
| INS Vagsheer | S43            | Sudomekh     | 26 décembre 1974 | 30 avril 1997   |                                       |